# اوهرینوو
اوهرینوو (به چکی: Uhřínov) یک منطقهٔ مسکونی در جمهوری چک است که در شهرستان ژدار ناد سازاوو واقع شده‌است.
 اوهرینوو ۶٫۲۲ کیلومتر مربع مساحت و ۲۸۷ نفر جمعیت دارد و ۴۸۹ متر بالاتر از سطح دریا واقع شده‌است.